# Qadarīya
Die Qadarīya (arabisch قدرية) ist eine historische theologische Strömung des Islams, die  für ihre Lehre vom Freien Willen bekannt ist. In den islamischen Quellen ist die Verwendung des Begriffs allerdings nicht eindeutig. Sunnitische Autoren, die selbst eine deterministische Ausrichtung hatten, benutzten den Namen für alle Vertreter nicht-deterministischer Lehren und wandten ihn dementsprechend auch auf die Muʿtazila an. Autoren, die einen nicht-deterministischen Standpunkt einnahmen, verwendeten ihn umgekehrt für Anhänger deterministischer Lehren. Der Name Qadarīya war also immer abwertend und wurde nie als Selbstbezeichnung verwendet. Die Doppeldeutigkeit ergab sich daraus, dass der arabische Begriff qadar, von dem der Name Qadarīya abgeleitet ist, einerseits die göttliche Prädestination bezeichnete, andererseits von denjenigen, die einen solchen annahmen, auch für den Freien Willen des Menschen verwendet wurde.
Als historische Gruppierung beschrieben wird die Qadarīya erstmals bei Ibn Qutaiba, der in seinem „Buch der Kenntnisse“ (Kitāb al-Maʿārif) eine Liste von 30 Qadariten anführt. Drei weitere Namen von Qadariten werden in dem Tabaqāt-Werk von Muhammad ibn Saʿd angeführt. Demnach ist die Qadarīya eine Gruppierung, die in der Zeit um 690 entstand, etwa bis 800 existierte und die meisten Anhänger in Basra, Syrien und im Hedschas hatte. Zu den bekanntesten Gelehrten, die auf Ibn Qutaibas Qadariten-Liste erscheinen, gehören Maʿbad al-Dschuhanī (gest. 703), Wahb ibn Munabbih (gest. 729), Qatāda ibn Diʿāma (gest. 736), Ghailān ad-Dimaschqī (gest. 742), ʿAmr ibn ʿUbaid (gest. 761) und Ibn Ishāq (gest. 767/8).
Nachdem Hellmut Ritter in den 1930er Jahren ein „qadaritisches“ Sendschreiben von al-Hasan al-Basrī an den umayyadischen Kalifen ʿAbd al-Malik ediert hatte, galt auch al-Hasan al-Basrī als Vertreter der Qadarīya. Die Authentizität dieses Sendschreibens wurde jedoch schon 1981 von Michael Cook in Zweifel gezogen und kann heute als widerlegt gelten. Sulaiman Ali Mourad, der das Sendschreiben inhaltlich untersucht hat, kommt zu dem Ergebnis, dass es große Nähe zur dogmatischen Position des zaiditisch-muʿtazilitischen Theologen al-Qāsim ibn Ibrāhīm ar-Rassī (gest. 860) aufweist, und vermutet aufgrund dessen, dass es in Kreisen, die von seiner Lehre beeinflusst waren, entstanden ist. Damit steht kein qadaritisches Originaldokument mehr als Quelle zur Verfügung. Die Lehren der Qadarīya, wenn sie denn je als eine kohärente Gruppierung bestanden hat, lassen sich mithin nur anhand der Überlieferungen über ihre einzelnen Mitglieder rekonstruieren.
Von Ghailān ad-Dimaschqī wird überliefert, dass er auch eine politische Theorie entwickelt hat. Demnach ist das Amt des Kalifen nicht auf die Angehörigen des Stammes Quraisch beschränkt, sondern kann grundsätzlich von jedem wahrgenommen werden, der sich an Koran und Sunna hält. Wenn der Herrscher sich von diesen Prinzipien abwendet, kann er abgesetzt werden. Aufgrund dieser Lehren geriet die Qadarīya unter dem Kalifen Hischam (reg. 724–743) in Opposition zu den Umayyaden. Als Yazīd ibn al-Walīd im April 744 gegen al-Walid II. putschte, übernahm er in seiner Antrittsrede, die er in Damaskus hielt, Ghailāns politisches Programm. Deswegen werden Yazīd III. und seine Anhänger ebenfalls der Qadarīya zugerechnet.
Um die Mitte des 8. Jahrhunderts begannen immer mehr traditionalistische Gelehrte im Irak, die Qadariten zu boykottieren. So soll zum Beispiel der basrische Hadith-Gelehrte ʿAbdallāh ibn ʿAun (gest. 768) die Qadariten bewusst nicht gegrüßt haben, wenn er an ihnen vorbeikam.